# XVII. terv

A francia XVII. terv Németország megtámadására (kék jelzéssel)

A XVII. terv Franciaország hadműveleti terve volt Németország legyőzésére az első világháborúban. Alapjait Foch marsall dolgozta ki 1908-at követően.

## Története
Franciaország súlyos vereséget szenvedett az 1870-es porosz–francia háborúban. A franciák elveszítették Rajna menti területeiket, Elzászt és Lotaringia egy részét. A francia hadvezetés okulván a súlyos kudarcból hozzálátott a Franciaország keleti részét a német támadásoktól megvédeni képes haditerv kidolgozásához. A folyamatosan fejlődő terv nem számolt egy Belgium felől érkező német támadással, hiszen az 1839-es londoni szerződésben Nagy-Britannia garantálta Belgium semlegességét. A terv hadműveleti területnek tehát csak a Luxemburg és Svájc között húzódó francia-német határzónát tekintette. 
A francia vezérkar 1898-ban elfogadta a XIV. tervet, mely a határ teljes térségében védelembe rendelte a francia csapatokat. Azt 1903-ban a XV. tervvel cserélték fel, amely továbbra is védekező karakterű volt.
Ferdinand Foch kezdeményezésére új haditervet dolgoztak ki, mely már a Németország nyugati térségeibe való betörésen alapul. A tervezet szerint a francia hadsereg létszámbeli fölényét kihasználva két csapással verte volna tönkre a császári német haderőt. A balszárnyon támadásra induló ék Saarbrücken és a Saar-vidék felé támadott volna, míg a délen támadó alakulatok a Vogézeken átvonulva Strasbourg városát vették célba. Az új dokumentumnak a XVII. terv címet adták.

## Problémák a XVII. tervben
- Franciaország haditervében komoly problémát jelentett az infrastruktúra hiányos mivolta. Míg a németek korszerű vasúthálózatuk révén gyorsan mozgathatták csapataikat, addig Franciaországban sem a vasútsűrűség, sem a vonalvezetés nem tette ezt lehetővé.

- A XVII. terv nem számolt azzal, hogy a német hadsereg képes lehet komolyabb ellenállás kifejtésére a határzónában. Ennek megfelelően nem határozta meg az utánpótlás rendszerét, az utánpótlásbázisok helyét.

- A haditerv nem vette számba egy német támadás lehetőségét sem a határvidéken, sem Belgium felől, ezért nem is tartalmazott védelmi elemeket.

## Teljes kudarc és összeomlás
1914 nyarán Franciaország csapatai a XVII. terv szerint kezdték meg műveleteiket a Német Császárság ellen. A németek előre elkészített határmenti erődítményeikbe húzódtak vissza, amelyek felőrölték a francia támadók erejét. A franciák minimálisan kitűzött céljaikat sem érték el. A XVII. terv végrehajtása közben kezdődött a német hadsereg támadása a Schlieffen-terv alapján. A francia csapatok csapdába estek Elzászban. Feladták a Németországban elért csekély eredményeket és visszatértek kiindulási állásaikba. A csapatokat hamarosan kivonták az elzászi frontról és a Somme folyó mentén vonták össze őket, hogy a Párizst fenyegető német támadást megállítsák.